# Löderup
Löderup est une localité de Suède dans la commune d'Ystad. 
La localité compte 654 habitants en 2019.